# Specifik energi
Specifik energi er defineret som energi pr masseenhed: J/kg eller i SI enhed: m2/s2.

## Specifik energi typer
Der er to hovedtyper af specifik energi: Feltstyrke og bevægelsesstyrke.
Måleenheden for den specifikke energi der optages i et emne er Sievert og for den specifikke energi der afgives fra et emne er Gray. Specifik energi kan også være relateret til lynparametre og måles i kJ/Ω

## Eksempler på specifik energi og energipriser for forskellige energibærere
Formålet med tabellerne er, at kunne se specifik energi og hvad ca. energiprisen er for forskellige energibærere og energilagringsbærere – og hvor stor deres specifikke energi er.
Der er taget udgangspunkt i 1 kWt = 3,6 MJoule, fordi det er den energiportion man køber elektrisk energi i, fra elværkerne. Der eksemplificeres med hverdagsting, fremtidigt formentlig lovende og eksotiske – energibærere og energilagringsbærere.
Prisen for elektricitet via elnettet var ca. 1,75 kr/kWt i perioden 2005-2009.
Prisen for fjernvarme via fjernvarmenettet var ca. 0,3...1,77 kr/kWt i 2011.
| Energibærer             | Specifik energi Joule/gram | Masse i kg for 1 kWt =3,6 MJoule | Energipris i kroner inkl. moms per kWt | Bemærkninger                                                                                     |
| ----------------------- | -------------------------- | -------------------------------- | -------------------------------------- | ------------------------------------------------------------------------------------------------ |
| El. alkaline-celle      | 540                        | 6,7                              | 1235                                   | Alkaline celle AA 1,5V 2,7Ah 22 gram/celle. Gættet pris: 5 kr/celle.                             |
| Fedt                    | 39.000                     | 0,092                            | ?                                      | Udviklet varme ved forbrænding                                                                   |
| Sukker                  | 17.000                     | 0,212                            | ?                                      | Udviklet varme ved forbrænding                                                                   |
| Brunkul (>60-75% C)     | 28.470                     | 0,127                            | 0,66                                   | Udviklet varme ved forbrænding                                                                   |
| Antracit (>91,5% C)     | 35.300                     | 0,102                            | ?                                      | Udviklet varme ved forbrænding                                                                   |
| Benzin (87 oktan)       | 44.400                     | 0,081                            | ?                                      | Udviklet varme ved forbrænding                                                                   |
| Ætanol                  | 31.300                     | 0,115                            | ?                                      | Udviklet varme ved forbrænding                                                                   |
| Hydrogen                | 121.000                    | 0,030                            | ?                                      | Udviklet varme ved forbrænding                                                                   |
| Fusion af hydrogen      | 2.600.000.000.000          | 0,000.000.001.4                  | ?                                      | Udviklet varme ved fusion.                                                                       |
| 50% Antistof + 50% stof | 45.000.000.000.000         | 0,000.000.000.080                | ?                                      | Halvdelen bliver til varme - og den anden halvdel af energien bliver til "nytteløse" neutrinoer. |

| Energilagringsbærer                                          | Specifik energi Joule/gram | Masse i kg for 1 kWt =3,6 MJoule | Energilagringspris i kroner inkl. moms per kWt fc=fulde cykler @=ved | Bemærkninger |
| ------------------------------------------------------------ | -------------------------- | -------------------------------- | -------------------------------------------------------------------- | --- |
| El. LSD-NiMH-akkumulator                                     | 352                        | 10,2                             | 32 kr@300fc 16 kr@600fc                                              | Panasonic Infinium 1,2V 2,2Ah 27 gram/celle 25kr/celle antag. 300-600 fulde cykler |
| El. bly-syre-akkumulator                                     | 130                        | 27,7                             | 6,5 kr@75fc                                                          | 12V 60Ah 20 kg? 350kr antag. 75 fulde cykler. |
| El. bly-syre-akkumulator                                     | 139                        | 26                               | 4,57 kr@450fc                                                        | Trojan 24-GEL 12V 77Ah 24 kg 1900kr antag. 450 fulde cykler. |
| El. bly-syre-akkumulator                                     | 69 (ved 50% cykel)         | 52 (ved 50% cykel)               | 4,1 kr@1000 50% cykel                                                | Trojan 24-GEL 12V 77Ah 24 kg 1900kr antag. 1000 50% cykler. |
| El. Lithium-ion-akkumulator                                  | 417                        | 8,6                              | 19 kr@600fc                                                          | Lithium-ion 2,8 kg 36V 9Ah 3.599kr antag. 600 fulde cykler Bemærk: kapaciteten falder ca. 20%/år og tabellens beregnede størrelser er for dag nul. |
| El. LiFePO4-akkumulator                                      | 216                        | 16,7                             | 3 kr@3.000fc                                                         | 12,5 kg 12V 60Ah (876 euro)*(7,5kr/euro)=6570kr antag. 3.000 fulde cykler Indbygget BMS som overvåger afladning og balancerer celler ved opladning. |
| El. LiFePO4-akkumulator                                      | 257                        | 14                               | 1,67 kr@7.500fc                                                      | A123 Systems ALM-12V7-B opbygget af ANR26650M1A, M1 celler (4S2P); 0,85 kg 13,2V 4,6Ah $136 (ca.=762kr, $1=5,6kr) antag. >7.500 fulde cykler. Indbygget BMS som overvåger og evt. afbryder under afladning - og balancerer celler under opladning. Max. 4 ALM-12V7-B må sættes i serie - og der er forholdsregler ved parallel-/serie-forbindelse og op-/af-ladning. |
| El. LiFePO4-akkumulator                                      | 379                        | 9,5                              | 19 kr@1.000fc ca.7 kr@3.000fc                                        | A123 Systems ANR26650M1A, M1 celle 70 g 3,2V 2,3Ah 141kr antag. >1.000 fulde cykler. |
| Omvendt osmose (udvinde ferskvand fra saltvand) og saltkraft | 0,6                        | 6.000                            | ?                                                                    | Regner med 50% virkningsgrad ved omvendt osmose og 50% virkningsgrad ved saltkraft. Det anvendte saltvand er 3,3% (vesterhavssaltvand lignende). Se Global oversigt over saltholdighed |

Anvendte formler i tabeller – for batterier og akkumulatorer
kapacitet-i-As = kapacitet-i-Ah * (3.600 sekunder/h), h(our)=time=t=h.
batterienergi-per-cykel = batteri-spænding * kapacitet-i-As
specifik-energi = batterienergi-per-cykel / batterivægt-i-gram
Joule-per-kWt = (3.600.000 joule) = (1 kWt) * (1000 enheder/kilo) * 3600 sekunder/t
masse-for-én-kWt = Joule-per-kWt / specifik-energi
batteri-energi-hele-levetid = batterienergi-per-cykel * levetid-fulde-cykler
antal-batterier-per-kWt = Joule-per-kWt / batteri-energi-hele-levetid
pris-per-kWt = batteri-pris * antal-batterier-per-kWt
Eksempel for batterier og akkumulatorer
batterivægt-i-gram = 12.000 gram = 12,5kg * (1000 enheder/kilo)
batteri-spænding = 12V
kapacitet-i-Ah = 60Ah
batteri-pris = (876 euro)*(7,5kr/euro) = 6570 kr
levetid-fulde-cykler = 3.000 fulde afladecykler, forkortet fc.

kapacitet-i-As = (216.000 As) = (60Ah) * (3.600 sekunder/h)
batterienergi-per-cykel = (2.592.000 joule) = (12V) * (216.000 As)
specifik-energi = (216 joule/gram) = (2.592.000 joule) / (12.000 gram)
masse-for-én-kWt ca.= (16,7 kg) ca.= Joule-per-kWt / (216 joule/gram)
batteri-energi-hele-levetid = (7.776.000.000 joule) = (2.592.000 joule) * (3.000 fc)
antal-batterier-per-kWt = (4,63*10^-4) = Joule-per-kWt / (7.776.000.000 joule)
pris-per-kWt ca.= (3,04 kr/kWt) ca.= (6570 kr) * (4,63*10^-4)